# Bou Hmara
Jilali ben Driss al-Youssefi al-Zerhouni, comunemente noto come El Rogui o Bou Hmara (in arabo الجيلالي بن إدريس اليوسفي الزرهوني‎?, Jīlālī bin Idrīs al-Zarhūnī al-Yūsufī; Ouled Youssef, 1860 circa – 1909), è stato un politico marocchino e un pretendente al trono del Marocco nel periodo 1902–1909, durante il regno di Mulay 'Abd al-'Aziz e Mulay Abd al-Hafiz.

## Nome
Il suo nome Jilali ben Driss al-Youssefi al-Zerhouni indica il suo luogo di nascita: Ouled Youssef nella zona di Moulay Idriss Zerhoun vicino a Fès.
Era conosciuto come El Rogui (الرُقي, ar-Ruqī) che significa "il pretendente" o "il furfante" e Bou Hmara (بو حمارة Bū Ḥmāra) scritto anche Bu Himara, Bou Hamara o Bouhmara che significa "uomo su un'asina".

## Biografia
Inizialmente ricoprì la carica di segretario di Yusuf ben al-Hasan, fratello del sultano Mulay 'Abd al-'Aziz, ma dopo alcuni intrighi di corte fu imprigionato. Dopo essere stato rilasciato, si recò in Algeria, da dove ritornò cavalcando un'asina a Taza, nel nord-est del Marocco, con l'idea di impersonare Mulay Abd al-Hafiz, un altro fratello del sultano. Quest'ultimo era venerato dal popolo marocchino come una figura santa, ma, sebbene fosse ancora vivo e vegeto, rimase chiuso nel palazzo reale di Fès e non lo si vedeva quasi mai in pubblico. Sotto questa falsa identità, Bou Hmara si proclamò sultano del Marocco. Ciò avvenne alla fine del 1902, quando aveva circa 40 anni.
Si dice che abbia governato senza pietà a Taza e nelle zone circostanti del Rif e del Nekor, che perseguitò gli ebrei, che dovettero rifugiarsi nelle zone vicine e che abbia giustiziato alcuni dei suoi oppositori immergendo le vittime nella benzina e poi dandole fuoco di notte.
Mentre era nascosto a Taza, fu in grado di respingere tutti i tentativi dell'esercito del Sultano di invadere il suo dominio. Tuttavia, nel 1909, ampliò la sua area di controllo e non riuscì più a mantenere la lealtà di tutte le diverse tribù della zona. Inoltre, alienò alcune di queste tribù vendendo concessioni minerarie ad interessi spagnoli.
All'epoca il sultano era Mulay Abd al-Hafiz, un sovrano più rispettato di Mulay 'Abd al-'Aziz, tentò dapprima di screditare il capo ribelle portando il vero Mulay 'Abd al-'Aziz, fino a quel momento imprigionato dal fratello, in una moschea pubblica; ma ciò provocò quasi una rivolta. Temendo che Bou Hmara si stesse espandendo verso Fès, il sultano inviò contro di lui un altro esercito armato di cannoni e guidato da istruttori di artiglieria francesi. Durante la battaglia i cannoni vennero usati per bombardare un santuario religioso dove Bou Hmara si era rifugiato, e lui venne catturato.
Gli uomini di Bou Hmara vennero decapitati sul posto o presi in ostaggio. Si racconta che 400 prigionieri iniziarono la marcia verso Fès, ma solo 160 arrivarono, poiché i restanti furono presi in ostaggio. Giunto a Fès, un quinto dei prigionieri fu punito con una mutilazione pubblica, con l'amputazione della mano destra e del piede sinistro (la legge islamica del hirabah), e gli altri furono imprigionati.
Bou Hmara venne tenuto per qualche tempo imprigionato in una piccola gabbia nella quale non riusciva nemmeno a stare in piedi. Ci sono storie contrastanti su come alla fine fu giustiziato. La versione più popolare narra che fu gettato in pasto ai leoni nella serraglio del sultano, e poi fucilato quando si dimostrarono troppo lenti ad ucciderlo. Un altro racconto dice che, troppo debole per reggersi in piedi, fu posto in una vasca di metallo normalmente usata per il cibo dei leoni, e gli fu imposto di recitare la shahada, poi immediatamente fu colpito alla testa con una pistola. In entrambi i racconti, il corpo venne poi bruciato con una miscela di legno e le tende dell'harem del sultano.